# BASF-Motor
Ein BASF-Motor ist ein Einzylinder-Prüfmotor zur Bestimmung der Zündwilligkeit von Dieselkraftstoffen. Von der Zündwilligkeit des Dieselkraftstoffs hängt ganz wesentlich der Zündverzug ab. Die Zündwilligkeit von Dieselkraftstoff wird durch die Cetanzahl (CZ) beschrieben.
Die Cetanzahl ist der volumetrische Anteil von Cetan C16H34  (n-Hexadecan) in einer Mischung mit α-Methyl-Naphthalin C11H10. Reines Cetan ist der paraffinische Bezugskraftstoff mit der CZ = 100. Der zu überprüfende Dieselkraftstoff mit der gleichen Zündverzugszeit wie eine bestimmte Prüfkraftstoffmischung hat auch die gleiche Cetanzahl.
Die Cetanzahl wird im Einzylinder-CFR-Prüfverfahren oder im BASF-Motor bestimmt.
Der BASF-Motor wurde 1964 von BASF entwickelt.

## Vorgehensweise
1. Zu Beginn der Prüfung wird der Einspritzbeginn des betriebswarmen Prüfmotors, mittels eines mechanischen Spritzverstellers an der Einspritzpumpe, auf genau 20 °KW v. OT gestellt.
2. Der Zündverzugs-Sollwert für den zu prüfenden Kraftstoff wird durch kontinuierliche Drosselung der Ansaugluft eingestellt, so dass die Zündung exakt im OT erfolgt.
3. Die Einspritzmenge wird auf 8 ml/min eingestellt und die vorherigen Einstellungen überprüft.
4. Bleibt der Zündverzug binnen einer Minute konstant wird der Wert des Luftmessers (Saugrohrdruck) notiert, anderenfalls werden die getätigten Einstellungen am Prüfmotor wiederholt.
5. Anschließend wird die Prüfprozedur für zwei Bezugskraftstoffe mit bekannter Cetanzahl, Mischungen aus Cetan und α-Methyl-Naphthalin, wiederholt. Einer der beiden Bezugskraftstoffe weist dabei eine niedrigere, der andere eine höhere Cetanzahl als die Kraftstoffprobe auf.
6. Die Cetanzahl der Kraftstoffprobe wird anschließend durch eine lineare Interpolation ermittelt.
7. Alternativ kann auch eine Kalibrierkurve verwendet werden. Hierzu werden mehrere Bezugkraftstoffe vermessen und ein Interpolationspolynom 2. Grades aufgestellt. Die gesuchte Cetanzahl kann anschließend mittels des Polynoms berechnet werden.[5]

| Technische Merkmale         | BASF-Motor (DIN 51773)    |
| --------------------------- | ------------------------- |
| Verbrennungsverfahren       | Wirbelkammer              |
| Verdichtungsverhältnis      | fest (18,2)               |
| Drehzahl min−1              | 1000                      |
| Einspritzbeginn °KW v. OT   | 20                        |
| Verbrennungsbeginn          | Oberer Totpunkt           |
| Zündverzug-Sollwert °KW     | 20                        |
| Zündverzug einstellen durch | Drosselung der Ansaugluft |